# Hachinad, Virajpet
Hachinad là một làng thuộc tehsil Virajpet, huyện Kodagu, bang Karnataka, Ấn Độ.